# 丸山勇
丸山 勇（まるやま いさむ、1926年（大正15年）7月3日 - 1985年（昭和60年）7月1日）は、日本の政治家。公明党衆議院議員（1期）。

## 経歴
東京都出身。陸軍に入隊後、静岡県議となり、1969年の第32回衆議院議員総選挙において静岡2区から公明党公認で立候補して当選した。1972年の第33回衆議院議員総選挙には出馬せず引退。この他、公明党社会福祉局長、同党静岡地方本部事務局長、沼津コピー印刷センター所長、タバコ販売店を営んだ。1985年死去。